# Arjen Robben
Arjen Robben, nizozemski nogometaš, * 23. januar 1984, Bedum, Nizozemska.
Robben je nekdanji vezni igralec in dolgoletni član nizozemske reprezentance.